# 张红红
张红红（?—?），唐朝妃嬪，唐代宗李豫的昭仪，为二品九嫔之一，正史无记载，见于《乐府杂录》。

## 生平
張氏原来和父亲在大街上卖唱的歌妓，将军韦青听她唱得好，长得也漂亮，于是纳为姬妾。
張氏的父亲安排住在后户，优待起来。唐代宗听说张红红的名字，召她入宜春院，宫中称为记曲娘子。后来拜为張才人。
张红红听说韦青去世，非常悲痛，对唐代宗说：“妾本风尘丐者，一旦老父死有所归，致身入内，皆自韦青，妾不忍忘其恩”。
后来張氏去世，唐代宗看張氏感念旧恩，诏赠張昭仪。